# Нитроцелулоза
Нитроцелулозата е бризантно взривно вещество. Съществуват три вида: мононитроцелулоза, динитроцелулоза (колосилин, колодиев памук) и тринитроцелулоза (пироксилин, гърмящ памук). За взривното дело интерес представляват колодиевият памук и пироксилинът.
От колодиев памук, с добавка на колофон като пластификатор, се получава пластмасата целулоид, която е силно запалима.
Пироксилинът се получава като се действа с концентрирана сярна и азотна (50 – 60%) киселина. Той притежава качества на взривно вещество, но не се използва самостоятелно. Намира ограничено приложение в някои взривни смеси – бездимни барути и динамити). Когато е в чист вид и изсушен лесно се самозапалва. По тази причина се съхранява навлажнен. При определени условия детонира с висока скорост, в малки количества и на открито изгаря с голям яркожълт пламък.
Тринитроцелулозата е мощно взривно вещество. Получава се като върху целулоза се действа със смес от концентрирана сярна и азотна киселина, за 15 минути. След това се промива с вода, докато престане да има кисела реакция. След това се суши. Всички съвременни бездимни барути се произвеждат от тринитроцелулоза.

За употребата на пироксилина се споменава в разказа „Българи“ на Чудомир: 
| „ | Три кила пироксилин му е майката! Сложи го в темеля, запали фитиля и камък върху камък няма да остане! | “ |